# Pathé
Pathé o Pathé Frères (pronunciació en francès: [pate fʁɛʁ], estilitzat com PATHÉ!) és el nom de diverses empreses franceses que van ser fundades i dirigides originalment per els germans Pathé de França, començant l'any 1896.
Actualment, Pathé es considera una Major, és a dir, una gran productora i distribuidora cinematogràfica, propietària d'una gran quantitat de cadenes de cinema a través de la seva subsidiària Les Cinémas Gaumont i de cadenes de televisió arreu d'Europa. És la segona productora més antiga que segueix en actiu del món, per davant d'Universal Studios i Paramount Pictures, i la més important d'Europa després de la Gaumont. Pathé és, després de Gaumont, la segona companyia de cinema més antiga encara activa al món, per davant dels gegants nord-americans com Universal Studios i Paramount Pictures. A principis del segle xxi, Pathé estava ocupada per Jérôme Seydoux i Gaumont per Nicolas Seydoux, dos germans.

## Història
L'empresa va ser fundada amb el nom de Société Pathé Frères (Companyia Germans Pathé), a París, França el 28 de setembre del 1896, pels quatre germans Charles, Émile, Théophile i Jacques Pathé. Al principi del segle xx, la Pathé es va convertir en la productora cinematogràfica més important del món, a més de la principal productora de discs de vinil. El 1908, Pathé va inventar la pel·lícula de notícies projectades als cinemes abans del llargmetratge.

### Fonografía i disc
Un nou invent, el fonògraf, creat per Thomas Edison, va recórrer fires i mercats. Pathé va reconèixer ràpidament el potencial del fonògraf. Després d'haver manllevat 700 francs, Pathé compra el seu propi fonògraf i comença a presentar-lo al mercat. El 1895, Pathé va obrir el seu propi estudi de fonògrafs. El 1896, els germans Pathé tenien oficines i estudis de gravació no només a Chatou prop de París, sinó també a Londres, Milà i Sant Petersburg. Pathé va produir enregistraments en cilindres fins al 1914 aproximadament. Però cap al 1905, els germans Pathé ja havien entrat al camp del disc de lectura de safir i continuarien amb els discos de vinil 33/45 i 78 tours10. El 1896, Pathé va afegir un altre invent d'Edison, el kinetoscopi, que després apareixia a les fires del país.
El 1896, Pathé havia convençut els seus germans per unir-se a ell en el seu negoci en creixement, i va néixer Pathé Frères. El germà Émile es faria càrrec de les operacions fonogràfiques de la companyia i Charles Pathé es dedicaria al cinema. A Pathé se li va unir Henry Joly, que amb el suport de Pathé va inventar un projector de càmeres anomenat "cronofotogràfic", un dels primers veritables dispositius cinematogràfics. Malgrat una baralla amb Joly, Pathé conservarà la màquina d'aquest últim. Aleshores, els germans Lumière ja havien fet la primera pel·lícula: l'èxit d'aquest darrere animaria a Pathé a entrar no només a la indústria cinematogràfica, sinó també a la distribució de pel·lícules. Pathé va reconèixer ràpidament el potencial del lloguer de pel·lícules, en lloc de vendre-les. Aquesta activitat conduirà posteriorment a l'empresa a crear les seves pròpies empreses de producció de cinema.

### Pathé Records
El principal motor de l'empresa era Charles Pathé, qui havia contribuït a obrir una botiga de fonògrafs l'any 1894 i va establir una fàbrica de fonògrafs a Chatou, un municipi situat a l'extrarradi de París.
Els germans Pathé van començar a vendre els fonògrafs d'Edison i els de l'empresa nord-americana Columbia, i els respectius cilindres de fonògraf. Més tard, els germans van començar de dissenyar, i vendre, els seus propis productes que incorporaven elements d'altres marques. També van començar a distribuir cilindres de fonògraf amb àudio prèviament enregistrat.A l'any 1896, els germans Pathé ja havien obert oficines i estudis de gravació a Londres, Milà i Sant Petersburg, a més de París. La companyia va fabricar cilindres de fonògraf fins a l'any 1914 i l'any 1905, l'empresa va començar a produir també discs de vinil. 
A França, la Pathé es va convertir en la més gran i exitosa distribuïdora de fonògrafs i de cilindres. En canvi, no va tenir tanta repercussió en mercats estrangers, com el de Regne Unit o dels Estats Units, on altres marques i companyies ja estaven creixent i aconseguint prestigi.

### Pel·lícules Pathé
La nova forma d'entreteniment sedueix la societat parisenca; Però, després d'un devastador incendi provocat pels equips de projecció, Pathé s'enfronta a la ruïna financera i es veu obligat a acceptar el suport i el capital de l'industrial Claude Grivolas. El 1897, es va canviar el nom de l'empresa per "Companyia General de Cinematògrafs, Fonografies i Films". Es fusiona amb un altre fabricant important d'equips de cinema, Continsouza i Bunzli, però Pathé va adquirir els drets sobre la màquina de projecció de la llum. Pathé va millorar ràpidament el dispositiu i el 1898 va comercialitzar el seu propi projector "reforçat", que aviat s'imposaria en el món.
Al tombant de segle, Pathé va proporcionar no només projectors, càmeres i pel·lícules, sinó també el seu propi estoc de pel·lícules en brut, trencant el monopoli d'Eastman Kodak en aquell moment. El 1906, la companyia va establir els seus laboratoris cinematogràfics a Joinville. La companyia es donà renom a tot el món per a les seves pel·lícules, incloent-hi les produccions de Ferdinand Zecca, Albert Capellani, André Deed i Max Linder o les pel·lícules d'animació de Segundo de Chomón; i sobretot per una innovació de Pathé, la de filmar les notícies, l'actualitat, Le Pathé Journal, primera pel·lícula de notícies, que es mantindrà molt de temps als programes de cinema de tot el món. Molts actors dels Estudis Pathé també es convertiran en estrelles de renom mundial. Mentrestant, la companyia va introduir la primera pel·lícula en color, pintada a mà, imatge per imatge, als laboratoris Pathé.
Des dels estudis de cinema a Joinville-le-Pont i Montreuil produiran un gran nombre de pel·lícules sota el segell Pathé o d'empreses associades (SCAGL, The Art Film, Comica, etc.). A tot el món es crearan prop de dues-centes sucursals o filials. Aquests últims han de comprar tota la producció de pel·lícules de Pathé i retransmetre-les. Per exemple, la primera sucursal nord-americana és obligada a comprar cent còpies de cada pel·lícula, cosa que és suficient per amortitzar-les. L'empresa Pathé a França substituirà la venda d'exemplars del sistema de lloguer, malgrat les protestes dels recintes firals, que originàriament eren els seus principals clients.
Els germans Pathé animaran la formació de quatre companyies que construiran teatres cinematogràfics. Aquestes sales, anomenades "Pathé", tindran l'exclusivitat de la producció Pathé que se'ls haurà de programar. Pathé participarà al capital d'una d'aquestes empreses, però, en contra de la llegenda, no adquirirà cap d'aquestes sales. Pathé, associat a l'empresa Continsouza que dissenya i fabrica, serà en la producció d'equips de filmació i projecció professionals, però també en una primera versió d'electrodomèstics de sala d'estar (format reduït de 28 mm), anomenat Pathé KoK.
És a Vincennes que els germans Pathé construiran una fàbrica de cinema verge que destronarà a Europa el monopoli que ostenta el nord-americà George Eastman. Cap al 1904, Pathé distribuïa del 30 al 50 per cent de les pel·lícules projectades a Europa i els Estats Units, però la creació de moltes firmes nacionals a Suècia, Gran Bretanya, Itàlia i sobretot els Estats Units provocaria un descens relatiu.Al principi, Charles Pathé s'esforçarà a desenvolupar el seu negoci nord-americà mitjançant la creació d'estudis a Nova Jersey. S'associarà a això amb el Billionaire Hearst, malgrat la reputació de germanòfil i francòfob.

A partir de l'èxit aconseguit amb el negoci dels fonògrafs, Pathé va veure noves oportunitats amb la indústria del cinema. Es va decidir vendre també material de cinema, amb la qual cosa l'empresa es va expandir molt. Per financiar el seu creixement, la companyia va agafar el nom de Compagnie Génerale des Éstablissements Pathé Frères Phonographes & Cinématographes l'any 1897, i les seves accions van ser cotitzats a la Borsa de París. Al 1896, Mitchell Mark de Buffalo, Nova York, es va convertir en el primer estatunidenc en importar pel·lícules de la Pathé als Estats Units, on van ser projectades al Teatre Vitascope.

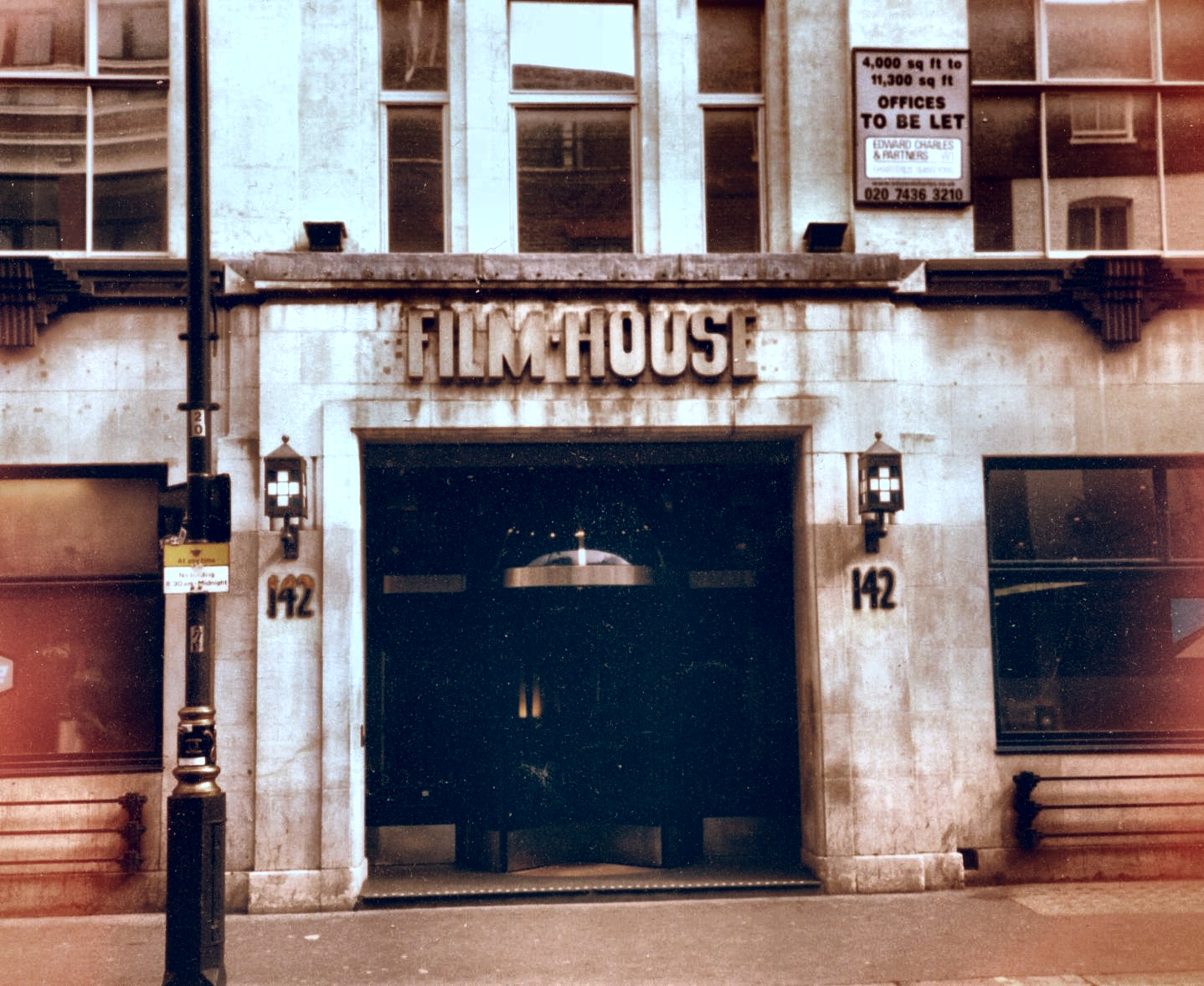
Seu de la British-Pathé a Londres.

L'any 1907, la Pathé va adquirir les patents dels germans Lumière i van començar a dissenyar una càmera d'estudi i fer les seves pròpies pel·lícules. El seu equipament avançat tecnològicament, les instal·lacions de processament de Vincennes i la gran comercialització combinada amb una eficient distribució va fer possible que la Pathé es fes amb una gran part del mercat internacional. Primer es van expandir cap a Londres, al 1902, on van instal·lar instal·lacions de producció i una cadena de cinemes. A l'any 1909, la Pathé ja havia construït més de 200 cinemes a França i Bèlgica i, a l'any següent, van arribar a Madrid, Moscou, Roma, Nova York, a més d'Austràlia i el Japó. Una mica més tard, van obrir un negoci d'intercanvi de pel·lícules a Buffalo. Anteriorment a l'inici de la Primera Guerra Mundial, la Pathé va dominar el mercat europeu de càmeres de cinema i projectors. S'estima que, en aquell moment, el 60% de totes les pel·lícules van ser rodades amb material de la Pathé.Al 1908, la companyia va distribuir la pel·lícula Excursion dans la lune, de Segundo de Chomón, que era una imitació de Le Voyage dans la Lune de Georges Méliès. Méliès va treballar conjuntament amb la Pathé l'any 1911, quan la productora va distribuir la pel·lícula Les Hallucinations du baron de Münchausen. La relació entre la Pathé i Méliès no va durar gaire i, al 1913, Méliès es va arruïnar i la Pathé no va arribar mai a estrenar el seu últim film.

### Innovacions

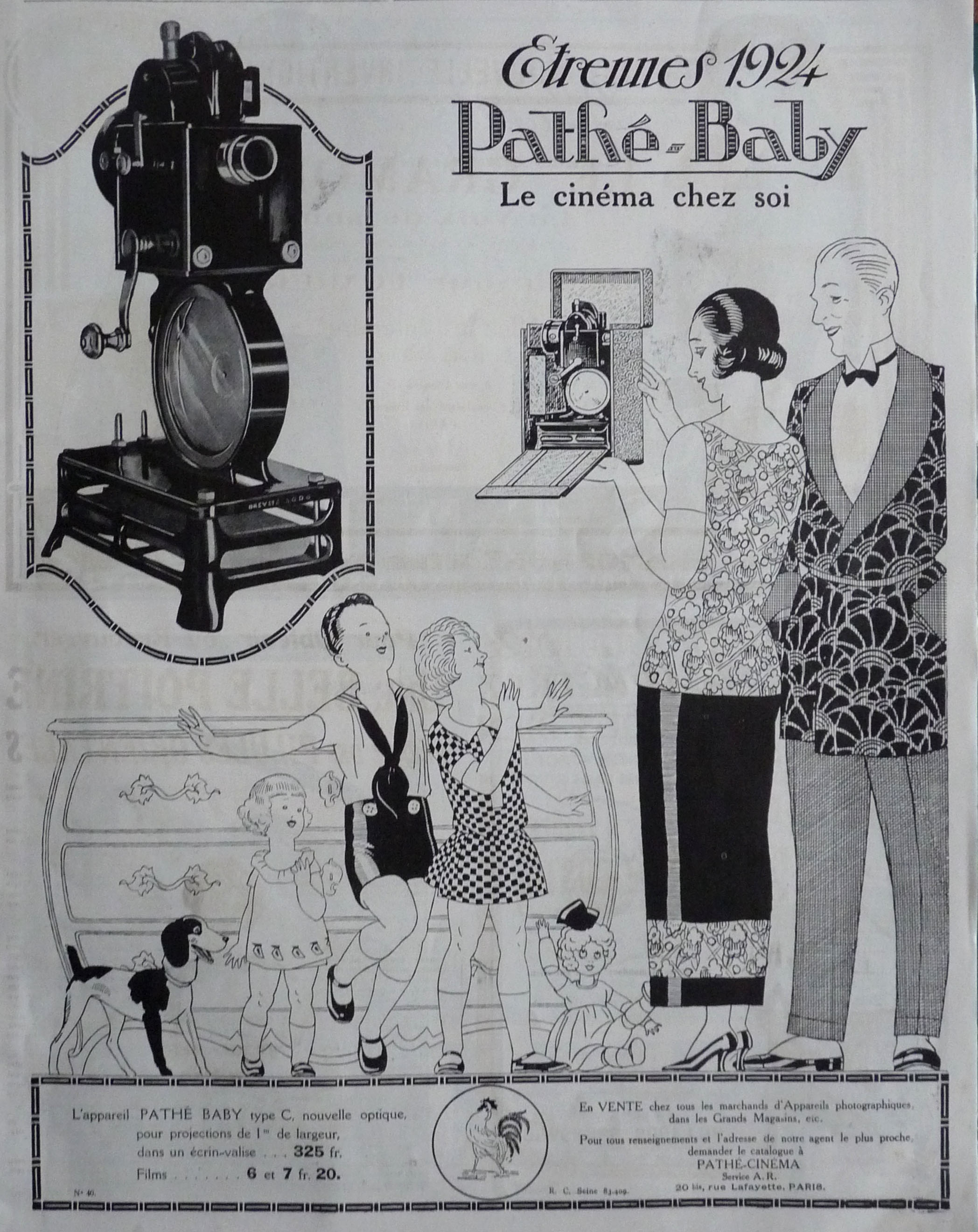
Projector Pathé Baby-1923

La companyia va emfatitzar la recerca i la inversió en experiments com l'acoloriment a mà de les pel·lícules i la sincronització del film amb l'àudio del gramòfon. En 1908, la Pathé va inventar un tipus de noticiari en forma de curtmetratge (Newsreel) que es projectava als cinemes abans de les pel·lícules. Els nous clips mostraven el logo de la productora, un gall cantant, al principi de cada carret.A l'any 1912, va introduir la pel·lícula no inflamable de 28 mm i nou equipament sota la marca Pathescope. La Pathé News va produir noticiaris des del 1910 fins a la dècada dels 70, quan van aturar la producció d'aquest tipus de gravacions a causa de la gran quantitat de propietat televisiva.
Als Estats Units, començant en 1914, els estudis de producció cinematogràfica de la Pathé a Fort Lee i a Jersey City van produir l'exitós serial anomenat The Perils of Pauline. Per l'any 1918, la Pathé havia crescut tant que va sorgir la necessitat de separar les operacions en dues divisions diferents. Amb Émile Pathé com a cap executiu, la Pathé Records s'ocupava exclusivament dels fonògrafs i les gravacions, mentre que el seu germà Charles s'encarregava del Pathé-Cinéma, que es s'ocupava de la producció, distribució i exhibició de pel·lícules.
L'any 1922 va veure la introducció del sistema de cinema a casa Pathé Baby o "Cinéma chez soi", utilitzant una nova pel·lícula de 9,5 mm, dissenyat per Continsouza per a particulars i que tindrà tant d'èxit que la fàbrica Continsouza tindrà molt temps per subministrar-la. Charles Pathé no vol invertir fons importants en aquesta activitat. Per tant, crearà una "Companyia Pathé-Baby" amb un capital de deu milions de francs en què participa per un milió de francs. La nova empresa ha de comprar exclusivament cintes positives de format reduït a Pathé Cinéma, cosa que representa un ingrés financer important i sense risc. Al 1921, Pathé va vendre la seva producció de pel·lícules dels Estats Units, que es va canviar el nom a Pathé Exchange i, més tard, es va convertir en la RKO Pictures, desapareixent com una marca independent a l'any 1931. L'any 1927, la Pathé va vendre els seus estudis cinematogràfics britànics a l'empresa Eastman Kodak, tot i que va mantenir els cinemes i la distribució.

### Administració
El 1918, els germans Pathé es van convèncer de la supremacia de la indústria cinematogràfica nord-americana i que és il·lusori voler oposar-s'hi. Es tracta, doncs, de cedir en les millors condicions les diferents branques de la seva confiança.
Amb aquesta finalitat, la branca fonogràfica i la planta de Chatou es desmarquen del conjunt i continuarà operant sota la direcció d'Émile Pathé, que abandona tota l'activitat a la indústria cinematogràfica. La companyia pren el nom de "Société des Machines Parlantes Pathé Frères".
La branca cinematogràfica es convertirà en "Société Pathé Cinéma" i serà dirigida exclusivament per Charles Pathé. Cal destacar que Charles Pathé s'ha contractat per cobrar el 10% de les sumes rebudes per a cada tasca d'un cas.
El 1920, Charles Pathé cedirà a una nova empresa anomenada "Pathé Consortium Cinéma" (però en la qual Pathé ha tingut cura de no invertir) els estudis de Joinville i els aparells de distribució. A canvi, la nova empresa haurà de pagar un royalties del 10% de la seva facturació, que no podrà assegurar, per tant, un litigi incessant. El mateix any, Pathé es va llançar al mercat americà amb el segell "Actuelle".
El 1923, la fàbrica de Chatou va començar a produir ràdios de tub. Els primers dispositius porten el nom de Pathéola i Concordia.
L'any següent, Émile Pathé va crear un altre edifici a Chatou per al taller de galvanoplàstia.
Charles Pathé acabarà amb condicions que no estian familiaritzades amb les diferents branques estrangeres, inclosa la sucursal nord-americana anomenada "Pathé Exchange".
Cedeix a Eastman la pròspera fàbrica de cinema verge de Vincennes per un import de 150 milions de francs. Aquesta venda es presentarà com una col·laboració entre Eastman i Pathé, ja que la nova empresa es denomina "Kodak-Pathé", però en realitat gairebé totes les accions (995 000 sobre el milió) i el poder depenen a la confiança nord-americana.
Charles Pathé va ser el director tècnic i, sens dubte, el líder de les prestigioses activitats de la firma, però no tenia un nombre important d'accions que hagués pogut cedir. Desitjant retirar-se, el 1928 va crear 50.000 accions de votació plural (pagaven 25 francs) reservades als cinc membres del consell d'administració. Aquestes accions de votació plural permeten, teòricament, el control de la companyia. El 1929, els cinc membres del consell d'administració van vendre per cinquanta milions de francs les accions que van pagar un milió dos-cents cinquanta mil francs l'any anterior.

### De Natan a Parretti
La Pathé ja tenia problemes financers quan Bernard Natan va agafar el control de l'empresa l'any 1929. El fundador Charles Pathé havia estat venent actius durant alguns anys amb l'objectiu d'impulsar el valor dels inversors i mantenir el flux de l'efectiu de l'estudi en bon estat. Fins i tot va arribar a vendre el nom de Pathé i la marca del "gall" a altres companyies per només un 2% dels ingressos. Natan va tenir la mala sort de fer-se càrrec de l'estudi en el moment que la Gran Depressió va afectar l'economia francesa.
Natan va tractar d'estabilitzar la situació financera de la Pathé i d'implantar les noves i modernes pràctiques de la indústria cinematogràfica. Va adquirir un altre estudi de cinema, la Société des Cinéroman, d'Arthur Bernède i Gaston Leroux, el que va permetre que la Pathé s'expandís i comencés a fabricar projectors i altres productes electrònics. També va adquirir la cadena de cinemes Fornier i, ràpidament, va augmentar la presència dels cinemes a nivell nacional. La premsa francesa va atacar a Natan sense compassió per la seva administració de la Pathé. Una gran part d'aquestes agressions eren atacs antisemites.
L'empresa va funcionar bé sota el control de Natan. Entre 1930 i 1935, malgrat la crisi econòmica mundial, la Pathé va aconseguir 100 milions de francs de benefici, i va produir i estrenar més de 60 pel·lícules (una quantitat similar a les grans productores dels Estats Units en aquell moment). Va reprendre la producció dels noticiaris (o newsreel) de la Pathé News, que havia estat interrompuda l'any 1927.
Natan també va invertir molt en recerca i desenvolupament per expandir el negoci del cinema de la Pathé. A l'any 1929, va impulsar la producció de pel·lícules sonores. Al setembre, l'estudi va produir el seu primer llargmetratge amb so, i el primer noticiari en sonor un mes més tard. Natan també va estrenar dues revistes relacionades amb el món del cinema, la Pathé-Revue i la Actualités Fémenines, per promocionar els films de la Pathé i aconseguir més demanda. Amb Natan, la Pathé també va financiar la recerca de Henri Chrétien, qui va desenvolupar la lent anamòrfica (el que va portar a la creació del CinemaScope i altres formats de pantalla ampla utilitzats avui dia).
Natan va expandir els interessos comercials de la Pathé fins a altres indústries de la comunicació a més de la de cinema. Al novembre del 1929, Natan va establir la primera companyia televisiva de França, la Télévision-Baird-Natan. Un any després, va adquirir una estació de ràdio a París i va formar una empresa holding, la Radio-Natan-Vitus, per gestionar el que es convertiria en un gran imperi radiofònic.
L'any 1935, la Pathé va fer fallida. Amb l'objectiu de finançar l'expansió contínua de l'empresa, el grup de directors sota la Pathé (en el qual encara estava Charles Pathé) van votar en 1930 emitir accions amb valor de 105 milions de francs. Amb l'agreujament de la depressió, només van ser comprades el 50% de les accions. Un dels bancs inversors va col·lapsar, a causa de problemes aliens a la Pathé, i això va obligar a la Pathé a seguir endavant amb la compra de diverses cadenes de cinema que ja no es podien permetre comprar. Encara que la companyia va continuar obtenint beneficis, va perdre més diners del que podia guanyar.
EL col·lapse de la Pathé va portar a esautoritats franceses a acusar Bernard Natan de frau. Va ser acusat de finançar la compra de l'empresa sense cap tipus de garantia, d'estafar als inversors mitjançant la creació d'empreses fictícies i negligència per la mala gestió. També el van acusar d'ocultar el seu llegat rumà i jueu amb el seu canvi de nom. Va ser imputat i empresonat al 1939. Una segona acusació va arribar l'any 1941, i va ser condemnat poc després. Les autoritats franceses el van treure de la presó al setembre de 1942 per lliurar-lo al Nazis Aquests el van deportar a Auschwitz, on va morir a l'octubre d'aquell mateix any.
L'empresa es va veure obligada a sotmetre's a una reestructuració al 1943, i va ser adquirida per Adrien Ramauge. Amb els anys, el negoci va patir una sèrie de canvis incloent diversificació en la producció de programes per la incipient indústria de la televisió. Durants els anys 70, les sales de cinemes actives van superar a la producció cinematogràfica de la Pathé com a font principal d'ingressos.
A finals dels 80, el financer italià Giancarlo Parretti va intentar fer una oferta per comprar la Pathé i, anticipant la compra, va adquirir l'estudi de cinema Cannon i li va canviar el nom a Pathé Communications. El passat dubtós de Parretti va cridar l'atenció del govern francès i l'acord no va arribar a concretar-se. Va resultar ser una decisió encertada, ja que més tard Parretti va fer-se càrrec de la Metro-Goldwyn-Mayer i la va fusionar amb la seva empresa de Pathé Communications per així crear la MGM-Pathé Communications l'any 1990, només per perdre-la a finals del 1991 al fer fallida.

### Jérôme Seydoux
Al 1990, l'empresa Chargeurs, un conglomerat francès dirigit per Jérôme Seydoux, va prendre el control de la Pathé. Com a resultat de la liberalització del mercat de telecomunicacions francès, al juny de 1999, la Pathé es va fusionar amb Vivendi. La proporció de l'intercanvi de la fusió es va fixar en tres accions de Vivendi per cada dos de Pathé. The Wall Street Journal va estimar que el valor de l'acord va ser de 2,59 mil milions de dòlars estatunidencs.
Després de la realització de la fusió, Vivendi va retenir els interessos de la Pathé en la British Sky Broadcasting i en CanalSatellite, una corporació de transmissió de radio francesa, però després va vendre tots els actius restants a la corporació familiar de Jérôme Seydoux, Fornier SA, que va canviar el seu nom a Pathé.

## Nova Societat

### Els anys posteriors a la guerra
Al final de la Segona Guerra Mundial, el mercat mundial del cinema havia canviat dràsticament. La indústria cinematogràfica francesa ha vist arrasades les seves instal·lacions i els seus mercats restringits. Mentrestant, Hollywood, on molts professionals europeus del cinema havien fugit per escapar dels nazis, s'havia establert amb èxit com a centre de producció cinematogràfica líder mundial, posició que conservarà fins a finals del segle.
El propi Pathé mai no trobarà la seva posició de fil conductor en el desenvolupament cinematogràfic i fonogràfic. No obstant això, la societat continua jugant un paper principal al cinema francès, particularment amb la pel·lícula Les Enfants du paradis, estrenada el 1945. Tot i que el cinema francès no va poder competir amb Hollywood en termes de taquilla, però va experimentar un renaixement als anys cinquanta i seixanta, aconseguint aclamacions internacionals a una generació de directors, actors i pel·lícules de la Nouvelle Vague. El 1960 veu la sortida de La dolce vita. Mentrestant, Pathé va atreure els interessos financers del grup Rivaud, que va assolir el control majoritari de la companyia a finals dels anys seixanta i va nomenar a Pierre Vercel com a director general.

### Els anys 1970-1980
La distribució de pel·lícules també va ser cada vegada més important per als ingressos de Pathé. A mitjans dels anys seixanta, l'únic rival nacional real de la companyia va ser Gaumont, un altre pioner del cinema. Les dues companyies acabarien amb aquesta rivalitat abans que acabés la dècada formant una aliança de distribució per a la gestió de 250 cinemes combinats de les dues companyies. Pierre Vercel, recentment nomenat director general (1969), és el principal treballador d'aquesta aliança, fonamental per a la supervivència del cinema Pathé, encara en recuperació. Aquesta aliança, en forma d '"agrupació d'interessos econòmics" (GIE), dona a Pathé i Gaumont un monopoli de factor a les pantalles franceses: el 1974, GIE Pathé-Gaumont va operar prop de 450 pantalles de cinema, un xifra que superaria els 600 abans de finalitzar la dècada. Gràcies, entre altres coses, a la invenció de Pathé del primer múltiplex francès (centre comercial de la belle-épine), idea que Pierre Vercel va tenir després d'un viatge als Estats Units. Aleshores, havia aparegut un nou nom a l'escena cinematogràfica francesa: Nicolas Seydoux, un dels hereus de la fortuna de la família Schlumberger, havia aconseguit prendre el control majoritari de Gaumont. Al llarg dels anys, el negoci de la New Society ha sofert molts canvis, incloent la producció de programes per a la pròspera indústria de la televisió, inclosos Turn Rides. Durant els anys 70, l'explotació dels cinemes va substituir la producció de cinema com a principal font d'ingressos. El 1981, François Mitterrand sota el lideratge de Jack Lang i Marin Karmitz va trencar el GIE que considera hegemònic. Pierre Vercel, nomenat conseller delegat, aquell mateix any, es recrea amb Pierre Edeline, un grup que ells titularan "Pathé Edeline Indépendants".
Quan l'activitat es troba sota el control de Giancarlo Parretti, (Pierre Vercel continua sent director de Pathé-Cinéma, que gestiona durant aquest període); Peretti, propietari dels estudis americans Cannon, els torna a anomenar Pathé Communications Corporation (PCC) mentre no hi ha connexió entre Canon i Pathé. És mitjançant PCC i no Pathé que comprarà MGM / UA a Kirk Kerkorian, finançat íntegrament pel Crèdit Lyonnais de Rotterdam (CLBN).

### Retorn a les fonts a partir dels anys 1990
El 1990, Chargeurs, un conglomerat francès liderat per Jérôme Seydoux, que abans era un executiu de Schlumberger, va prendre el control de la companyia. Pathé, que es beneficia de la col·laboració ja establerta per Jérôme Seydoux amb Claude Berri, veu revivir la seva producció de cinema.
El 1991, Jérôme Seydoux, conseller delegat del grup Chargeurs, assumirà el regnat de Pathé-Cinéma després de la dimissió de Pierre Vercel.
El juny de 1999, Pathé es va fusionar amb Vivendi, i el coeficient de canvi de fusió es va establir en tres accions de Vivendi per dues accions de Pathé. Després de la conclusió de la fusió, Vivendi conserva els interessos de Pathé en British Sky Broadcasting (BSkyB) i Canalsat, però revela tots els actius restants a Fornier SA, la companyia canvia el seu nom per Pathé.
El març de 2018, víctima de bandolers que van aprofitar la ingenuïtat de la filial holandesa, van robar més de 19 milions d'euros a Pathé. El director de Pathé Netherlands, Dertje Meijer, i el seu director financer, Edwin Slutter, tots dos van ser retornats al camp per descuidar els senyals que haurien d'haver entès que es trobaven davant d'una estafa.
El 29 de maig de 2019, la direcció d'EuropaCorp, l'empresa de producció i distribució de pel·lícules i sèries de Luc Besson, indica que Pathé està interessat en comprar al seu capital per tal d'estalviar aquesta companyia a la vora de la fallida.

## Sectors

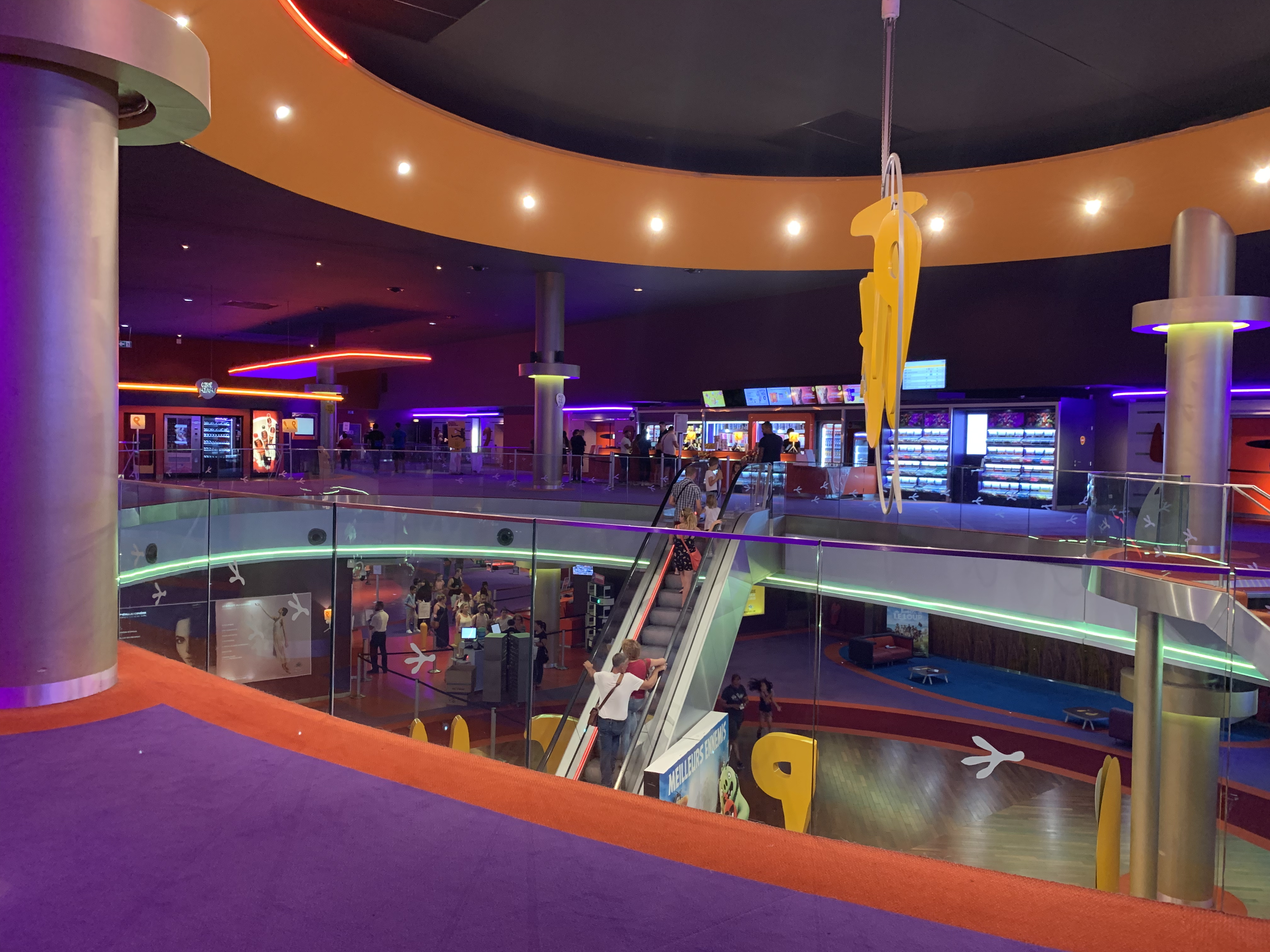
Cinema Pathé Carré de soie.

Els sectors en els que actualment treballa la Pathé són:

### Cinema
- Producció (França i Regne Unit)
- Distribució a cinemes i cases (França, Regne Unit i Suïssa)
- Gestió internacional d'un catàleg de més de 800 pel·lícules
- La cadena Les Cinémas Gaumont Pathé (que opera a França, Països Baixos, Suïssa i Bèlgica)
- Pathé Live
- The OL Groupe

### Televisió
Al començament dels 2000, Pathé posseïa diversos canals de televisió francesos. Amb el temps, aquests canals van ser venuts a altres companyies:
- Comédie+: venut al Canal+ Groupe a finals del 2004 (via MultiThématiques).
- Cuisine.tv: creat al 2001 i venut al Canal+ Groupe l'any 2011 (via MultiThématiques).

- Histoire: Durant la seva creació al 1997, Pathé posseïa el 30% del canal. Va ser venut l'any 2004 al TF1 Groupe.
- Pathé Sport: Al 1998, Pathé va adquirir el canal d'esports AB, pentanyent al AB Groupe i li va canviar el nom. Va ser venut al 2002 al Canal+ Groupe per convertir-se en Sport+.
- TMC: Va ser venut l'any 2004 al TF1 Groupe i al AB Groupe.
- Voyage: Pathé va adquirir el canal el maig de 1997 i el va vendre l'any 2004 a Fox International Channels.

## Pel·lícules
La llista de pel·lícules distribuïdes per la Pathé inclou:
- 127 Hours (Distribució de França i Regne Unit i co-producció)
- Adulthood (Distribució del Regne Unit i co-producció)
- Quatre vides (Distribució del Regne Unit i co-producció)
- Alexander (Distribució de França i co-producció)
- Pregunta-ho al vent (Distribució del Regne Unit i co-producció)
- Asterix & Obelix Take On Caesar (Distribució de França i Regne Unit i co-producció)
- Asterix & Obelix: Mission Cleopatra (Distribució de França i Regne Unit i co-producció)
- Astèrix als Jocs Olímpics (Distribució de França i Regne Unit i co-producció)
- Austin Powers (Distribució del Regne Unit)
- Beauty and the Beast (pel·lícula de 2014 (Distribució de França i co-producció)
- Be Kind Rewind (Distribució del Regne Unit i co-producció)
- El llibre negre (Distribució de França i co-producció)
- Black Christmas (Distribució del Regne Unit i co-producció)
- Bodes i prejudicis (Distribució del Regne Unit i co-producció)
- Los abrazos rotos (Distribució del Regne Unit i co-producció)
- Centurion (Distribució de França i Regne Unit i co-producció)
- Chicken Run, evasió a la granja (Distribució d'Europa i co-producció)
- The Cottage (Co-producció)
- Crash (Distribució del Regne Unit i co-producció)
- The Descent (Distribució del Regne Unit i França i co-producció)
- The Descent Part 2 (Distribució del Regne Unit i França i co-producció)
- L'escafandre i la papallona (Distribució de França i co-producció)
- Eden Lake (Co-producció)
- Enemy (crèdits d'studio i co-producció)
- Enemic a les portes (co-producció)
- Florence Foster Jenkins (Distribució del Regne Unit i França, co-producció)
- The Fox and the Child (Distribució del Regne Unit)
- Freddy's Dead: The Final Nightmare (Distribució del Regne Unit i co-producció)
- The Goods: Live Hard, Sell Hard (co-producció)
- Honest (Distribució del Regne Unit)
- Hottie and the Nottie (co-producció)
- The Illusionist (Distribució del Regne Unit i França i co-producció)
- Jacky in Women's Kingdom (co-producció)
- Jane Eyre (Distribució del Regne Unit i co-producció)
- James and the Giant Peach (Distribució del Regne Unit i co-producció)
- Jappeloup (co-producció)
- Divendres 13: Jason a l'infern (Distribució del Regne Unit, co-producció)
- Lost in Translation (Distribució de França i co-producció)
- Treballs d'amors perduts (Distribució del Regne Unit i França i co-producció)
- The Magic Roundabout (Distribució del Regne Unit i França i co-producció)
- Mandela: Long Walk to Freedom (Distribució del Regne Unit i França i co-producció)
- Maria Antonieta (Distribució de França i co-producció)
- Memento (Distribució del Regne Unit i co-producció)
- Mr. Nobody (Distribució de França i co-producció)
- No One Lives (co-producció)
- Oceans (Distribució de França i co-producció)
- Philomena (Distribució del Regne Unit i França i co-producció)
- El joc de Hollywood (Distribució del Regne Unit i co-producció)
- Orgull (Distribució del Regne Unit i França i co-producció)
- Rescue Dawn (Distribució del Regne Unit i co-producció)
- Rush (Distribució de França)
- The Scouting Book for Boys (co-producció)
- Savages (Distribució de França i co-producció)
- Selma (co-producció)
- Silent Hill (Distribució del Regne Unit i co-producció)
- Slumdog Millionaire (Distribució del Regne Unit i França i co-producció)
- Son of the Mask (Distribució de França i co-producció)
- Sufragistes (Distribució del Regne Unit i França i co-producció)
- Titeuf (Distribució de França i co-producció)
- Topsy-Turvy (Distribució del Regne Unit i co-producció)
- Touching the Void (Distribució del Regne Unit i co-producció)
- Trance (Venta internacional i co-producció)
- Transamerica (Distribució del Regne Unit i co-producció)
- Two Brothers (Distribució del Regne Unit i França i co-producció)
- The Virgin Suicides (Distribució del Regne Unit i França)
- Viceroy's House (Distribució del Regne Unit i França)
- What Just Happened (Distribució del Regne Unit)
- Why I Did (Not) Eat My Father (Distribució de França)
- Youth Without Youth (Distribució del Regne Unit)